# Zadeloogbladroller
De zadeloogbladroller (Epinotia solandriana) is een nachtvlinder uit de familie Tortricidae (bladrollers).
De spanwijdte van de vlinder bedraagt tussen de 16 en 21 millimeter. De vleugelkleur is nogal variabel, exemplaren hebben een opvallende vlek aan de achterrand van de voorvleugel die meestal afwijkend van kleur is.
De zadeloogbladroller heeft voornamelijk berk, hazelaar en wilg als waardplanten.

## Voorkomen in Nederland en België
De zadeloogbladroller is in Nederland en in België een schaarse soort, die verspreid over het hele gebied kan worden gezien. De soort vliegt van juli tot en met september.

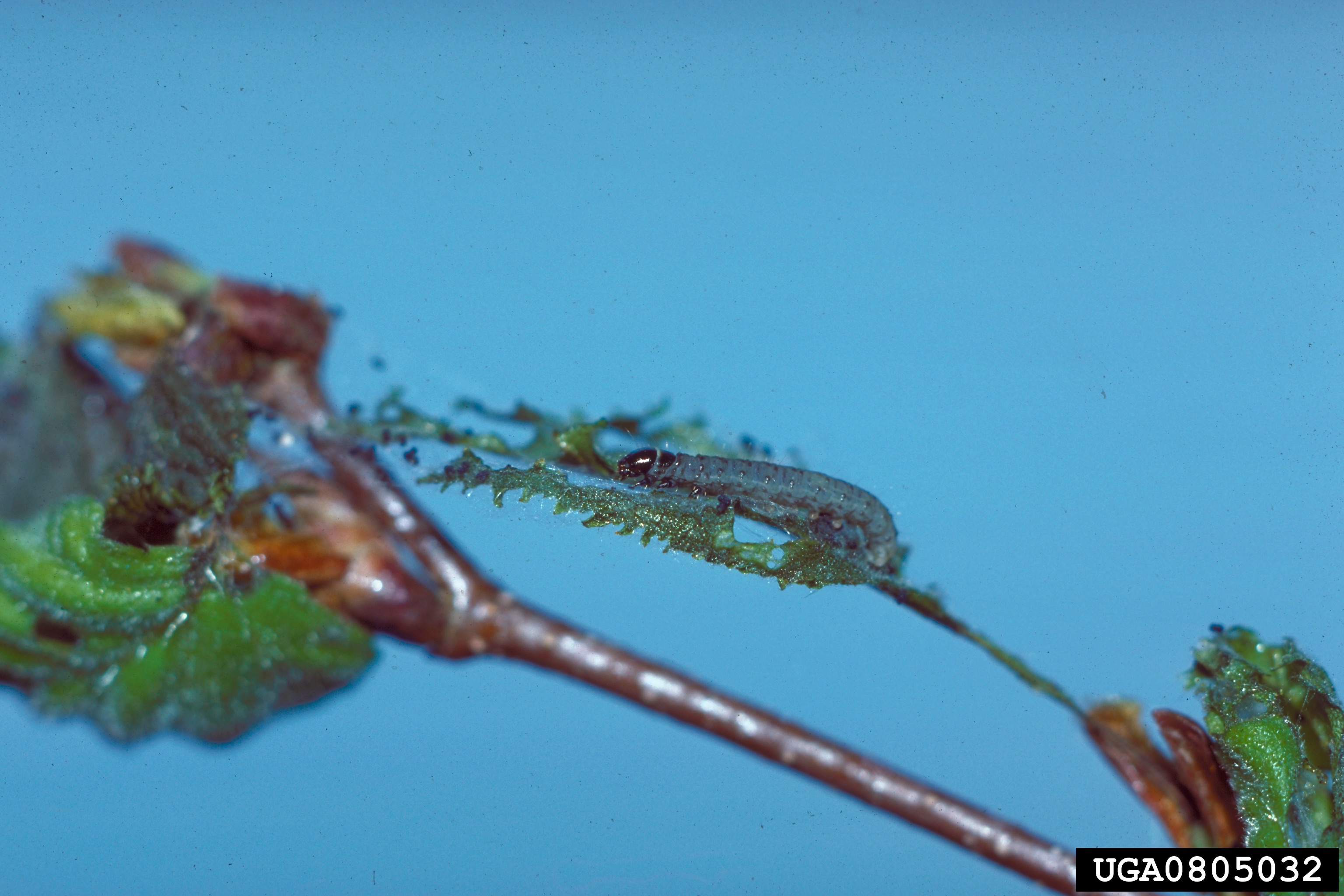
Rups